# Vale do Paquequer
O Vale do Paquequer é o 2º distrito do município de Teresópolis, no estado do Rio de Janeiro, no Brasil. Compõe-se de 12 bairros. Localiza-se na zona rural do município. Conta com uma população de 3 334 habitantes.

## O distrito
O distrito, que já se chamou "Paquequer Pequeno", abriga a mais importante estação de tratamento e abastecimento de água da cidade de Teresópolis. Faz parte da zona rural do município, possuindo áreas de lavouras, granjas e fazendas onde trabalha a maioria dos moradores.
Produz principalmente tomate, pimentão, berinjela, pepino, batata-doce e couve-flor. É o maior produtor de poncã do estado.
Possui fazendas e pequenos sítios utilizados para lazer, além de muitos haras que vêm ocupando áreas onde, antes, existiam lavouras.

## Bairros
| Bairro        | População |
| ------------- | --------- |
| Pessegueiros  | 334       |
| Santa Rita    | 200       |
| Campo Limpo   | 350       |
| Cruzeiro      | 800       |
| Andradas      | 152       |
| Providência   | 392       |
| Ponte Nova    | 150       |
| Quebra Coco   | 152       |
| Água Quente   | 194       |
| Volta do Pião | 295       |
| Prates        | 508       |
| Retiro        | 705       |